# Passel
Passel é uma comuna francesa na região administrativa de Altos da França, no departamento de Oise. Estende-se por uma área de 3,65 km². Em 2010 a comuna tinha 284 habitantes (densidade: 77,8 hab./km²).